# Hans Bongard
Hans Bongard (* 16. Oktober 1880 in Arnsberg; † 5. Juni 1946 ebenda, eigentlich Johann Matthias Bongard) war ein deutscher Stadtschulrat.

## Leben
Hans Bongard studierte Philosophie und wurde anschließend Lehrer. 1919 wurde er zum Saarbrücker Stadtschulrat ernannt. Von 1922 an war Bongard zusammen mit Walther Stein Herausgeber der Buchreihe Welt und Zeit.
1927 trat er der Deutsch-Saarländischen Volkspartei bei. Im gleichen Jahr wurde Bongard zweiter Vorsitzender der Saarforschungsgemeinschaft (SFG), deren Gründung er intensiv mit vorbereitet hatte. Bongard war 1930 Organisator der saarländischen Feierlichkeiten zum Ende der alliierten Rheinlandbesetzung. Für seine Verdienste um die saarländische und die rheinländische Kultur wurde er mit der Ehrendoktorschaft der Rheinischen Friedrich-Wilhelms-Universität Bonn auszeichnet.
Nachdem seine Partei in der Deutschen Front aufging, bekleidete er das Amt des Kulturbeirats. Nach dem Anschluss des Saargebiets wurde er Mitglied der NSDAP und des Nationalsozialistischen Lehrerbunds. Bongard galt jedoch innerhalb der Partei als „Judenfreund“, da er früher jüdische Musiker angestellt und noch 1933 Stücke verhasster Komponisten aufgeführt habe. Richard Hellriegel, Landesleiter der Reichsmusikkammer, erreichte schließlich, dass Bongard von kulturpolitischen Aufgaben ferngehalten wurde. Bongard trat von seinen Ämtern zurück und verließ Saarbrücken.

## Werke
- Buchreihe Welt und Zeit. Herausgeber zusammen mit Walther Stein. Reutlingen: Enßlin & Laiblin. Ab 1922.
- Deutsche Möbel: in Bild und Wort. Zusammen mit Theodor Hoenes und Walther Stein. Reutlingen: Enßlin & Laiblin 1927.
- Saar-Sänger-Bund. Zusammen mit Walther Stein. 1928.
- Die Saarfrage. Zusammen mit Georg Wilhelm Sante, Matthias Braun und Oskar Hammelsbeck. Saarbrücker Druckerei und Verlag 1931.
- Offener Brief mit einem Vorwort an Herrn Minister Dr. Veczensky. 1931.
- Es tonen die Lieder. Zusammen mit Gotfried Wolters. Tonger 1942.